# Рафи Ованисян
Рафи Ованисян (на арменски: Րաֆֆի Հովհաննիսյան) е арменски политик от американски произход от партията „Наследство“, министър на външните работи през 1991 – 1992 година.

## Биография
Ованисян е роден на 20 ноември 1959 година във Фресно, Калифорния, в арменско семейство. През 1978 година завършва политически науки и история в Калифорнийския университет, Лос Анджелис, а през 1982 година защитава докторат по международно право и международни отношения в Университета „Тъфтс“, след което работи като адвокат. Установява се в Ереван през 1990 година, а през 1991 – 1992 година е външен министър на Армения. Напуска поста заради противоречия с президента Левон Тер-Петросян, а през 2002 година основава партията „Наследство“.
През 2013 година Ованисян се кандидатира за президент, но остава втори на първия тур с 37% от гласовете.